# Slagorden i Operation Cobra
Dette er Slagordenen i Operation Cobra. Operation Cobra var en amerikanske offensiv under 2. Verdenskrig mod tyske styrker i Normandiet i Frankrig.

## Den amerikanske slagorden

### 1. Armé
Generalløjtnant Omar Bradley øverstkommanderende
- 7. Korps – Generalmajor J. Lawton Collins
  - 1. infanteridivision, generalmajor Clarence R. Huebner
  - 2. pansrede division, generalmajor Edward H. Brooks
  - 3. pansrede division, generalmajor Leroy Hugh Watson
  - 4. infanteridivision, generalmajor Raymond O. Barton
  - 9. infanteridivision, generalmajor Manton S. Eddy
  - 30. infanteridivision, generalmajor Leland S. Hobbs
- 8. Korps – Generalmajor Troy H. Middleton
  - 4. pansrede division, generalmajor John S. Wood
  - 8. infanteridivision, generalmajor Donald A. Stroh
  - 90. infanteridivision, generalmajor Eugene M. Landrum
- 19. Korps – Generalmajor Charles H. Corlett
  - 29. infanteridivision, generalmajor Charles H. Gerhardt
  - 35. infanteridivision, generalmajor Paul W. Baade

## Den tyske slagorden

### 7. Armé[1]
SS-Obergruppenführer Paul Hausser
- 2. Faldskærmskorps
  - 5. faldskærmsdivision[3]
  - 2. panserdivision[nb 1] Generalløjtnant Heinrich Freiherr von Lüttwitz
  - Panserlehrdivisionen

- 87. Korps
  - 2. SS Panserdivision, Standartenführer Christian Tychsen
  - 17. SS Pansergrenaderdivision, Brigadeführer Otto Baum
  - 116. Panserdivision, General der Panzertruppen Graf von Schwerin
  - 352. infanteridivision
  - 353. infanteridivision